# Proto-Elamiter
Proto-Elamiter ist eine unscharfe Bezeichnung für die älteste bekannte Kultur Irans. Der Begriff umschreibt ein archäologisches Gesamtbild, das in der frühen Bronzezeit im Westen des heutigen Iran in Chusistan aufgetreten ist. Ein wesentliches Attribut ist die proto-elamische Bilderschrift. Man weiß heute, dass die proto-elamische Schrift von rechts nach links gelesen wird. Die Vorderseite einer Tontafel stellt meistens eine Reihe von Einträgen dar, während die Rückseite eine Übersicht der Einträge enthält. Es handelt sich dabei um administrative Zusammenstellungen. Da die proto-elamische Bilderschrift trotz 1600 Tontafeln noch nicht entziffern werden konnte, ist unklar, ob die später nachgewiesenen Elamer eine Fortsetzung der proto-elamischen Kultur darstellen. 
Zentren der Proto-Elamiter bestanden in Susa, Tepe Sialk, wo sich die einzige erhaltene Zikkurat befindet, und an anderen Orten über das ganze Iranische Hochland verteilt.
Im Jahr 2007 geriet die Kultur in den Blickpunkt des Interesses, als die Guennol-Löwin mit einem Verkaufspreis von 57 Millionen Dollar zur teuersten Antiquität wurde.

## Zeitraum
Aufgrund von fehlenden oder ungenügenden Daten der Radiokarbonmethode gibt es keine Einigkeit bezüglich der Definition des proto-elamischen Zeitraums. Manche legen sie auf die Zeitspanne zwischen 3200 und 2800 v. Chr. fest. Da die Tontafeln mit proto-elamischer Schrift ein fundamentales Attribut darstellen, wird sie von anderen auf 3100–2900 v. Chr. festgelegt. Die Schrift war nur während weniger Generationen von Schreibern in Gebrauch und ist zeitgenössisch mit der Dschemdet-Nasr-Zeit, der Frühdynastischen Zeit Mesopotamiens und der Frühtranskaukausischen Kultur. Archäologische Materialien in Form von keramischen und glyptischen Kunstgegenständen sprechen für die chronologische Vorrangigkeit der proto-keilschriftlichen Schrift von Uruk. Die Abfolge ist nicht unumstritten, da eine gleichzeitige Ableitung der beiden Schriften von Funden aus Susa, Godin Tepe und anderen Orten mit einer früheren numerischen und bildnerischen Schrift für möglich gehalten wird.

## Merkmale

### Siedlungsmuster und Architektur
Das proto-elamische Siedlungsmuster ist durch wichtige regionale Zentren und spärliche Hinweise von umliegenden Dörfern geprägt. Im späten 4. Jahrtausend und frühen 3. Jahrtausend v. Chr. scheint in weiten Teilen Irans ein starker Rückgang der sesshaften Bevölkerung stattgefunden zu haben, verbunden mit einem Trend zu Einzugsgebieten von regionalen Zentren. Die Konzentration menschlicher und wirtschaftlicher Ressourcen in den proto-elamischen Zentren und die Landflucht könnte eine Reaktion auf ein relativ plötzliches Auftreten ungünstiger klimatischer und landwirtschaftlicher Bedingungen gewesen sein.
Proto-elamische Zentren zeigen architektonische Elemente, wie das Layout von Gebäuden und die Verwendung von standardisierten Backsteinen, die auf eine zentrale Planung hinweisen und überregional nachgewiesen werden können. Die Eigenschaften lassen vermuten, dass eine mächtige Organisation oder Individuen existiert haben, die neue Siedlungen nach ihren Vorstellungen bauen konnten. Das proto-elamische Malyan umfasste 50 Hektaren und enthielt monumentale Architekturen wie eine 5 km lange Mauer. Es gab spezialisiertes Handwerk und administrative Aktivitäten. Andere Zentren hatten bescheidenere Größen. Aber auch sie zeigen Anhaltspunkte von sozialer und wirtschaftlicher Komplexität. Die Zentren können als Tor zu anderen Kulturen interpretiert werden. So könnte Susa das Tor zu Mesopotamien, Shar-e Sokhta zu Afghanistan und zum Indus, Tepe Hissar zu Turkmenistan und Zentralasien gewesen sein.

### Wirtschaft
Die Nahrung und Wirtschaft basierten auf der landwirtschaftlichen Produktion von Gerste und Weizen und der Viehzucht, im Besonderen von Schafen und Ziegen. Die Tiere lieferten Fleisch, Milch und Wolle. Rinder könnten als Zugtiere und Esel als Lasttiere benutzt worden sein. In manchen Regionen wie in Fars gibt es Hinweise auf eine saisonale Mobilität der Hirten. Metalle wie Kupfer, Gold, Silber und Blei sind über das ganze proto-elamische Gebiet nachgewiesen. Arisman, in der Provinz Isfahan gelegen, war ein wichtiger Ort zur Gewinnung und Verarbeitung von Kupfer.

### Verwaltung
Ein charakteristisches Merkmal des proto-elamischen Zeitraums sind die materiellen Überbleibsel einer Verwaltung in der Form von Texten, Siegeln und Siegelabdrücken. Bis anhin wurden proto-elamische Tontafeln an acht verschiedenen Orten über ganze Iranische Hochland verteilt gefunden: Susa, Tall-e Geser, Malyan, Sialk, Ozbaki, Sofalin, Yaha und Shahr-e Sokhta. Es ist möglich, dass die proto-elamische Schrift mit der gesprochenen Sprache der damaligen administrativen Elite in Verbindung stand. Obwohl die Verbindung vom proto-elamischen Zeitraum zu den späteren Elamern unklar ist, ist die frühe Einrichtung eines elamischen Kulturgebiets, das mindestens die Täler von Fars und das Tiefland von Chuzestan mit Außenposten oder Enklaven im Norden und Osten dieser Regionen, in Betracht zu ziehen. Angesichts späterer sprachlicher Belege ist anzunehmen, dass eine einheimische elamisch-sprechende Bevölkerung in der späteren Hälfte des 4. Jahrtausend v. Chr. in Iran gelebt hat.
Die Verwaltungstexte drehen sich um die Anliegen einer ländlichen Wirtschaft mit Produkten der Landwirtschaft, der Viehwirtschaft und Arbeitskräften. Sie behandeln den Verkehr von Waren und Gegenständen des täglichen Gebrauchs sowie Stein- und Metallwerkzeuge. Verschiedene Arten von Rollsiegeln wurden zum Kennzeichnen an Tontafeln, Lagertüren und einer Reihe von Behältern angebracht. Rollsiegel aus glasiertem Speckstein sind ein Merkmal der proto-elamischen Ikonographie. Sie wurden weit über das proto-elamische Einzugsgebiet hinaus, im Nordosten des heutigen Iraks, im südlichen Teil Mesopotamiens und in Niniveh gefunden. Die Bilder der Siegel zeigen eine Abneigung, Menschen darzustellen. Stattdessen sind Tiere in menschlichen aufrechten Positionen und Symbole wie Dreiecke und Kreuze abgebildet.

## Galerie

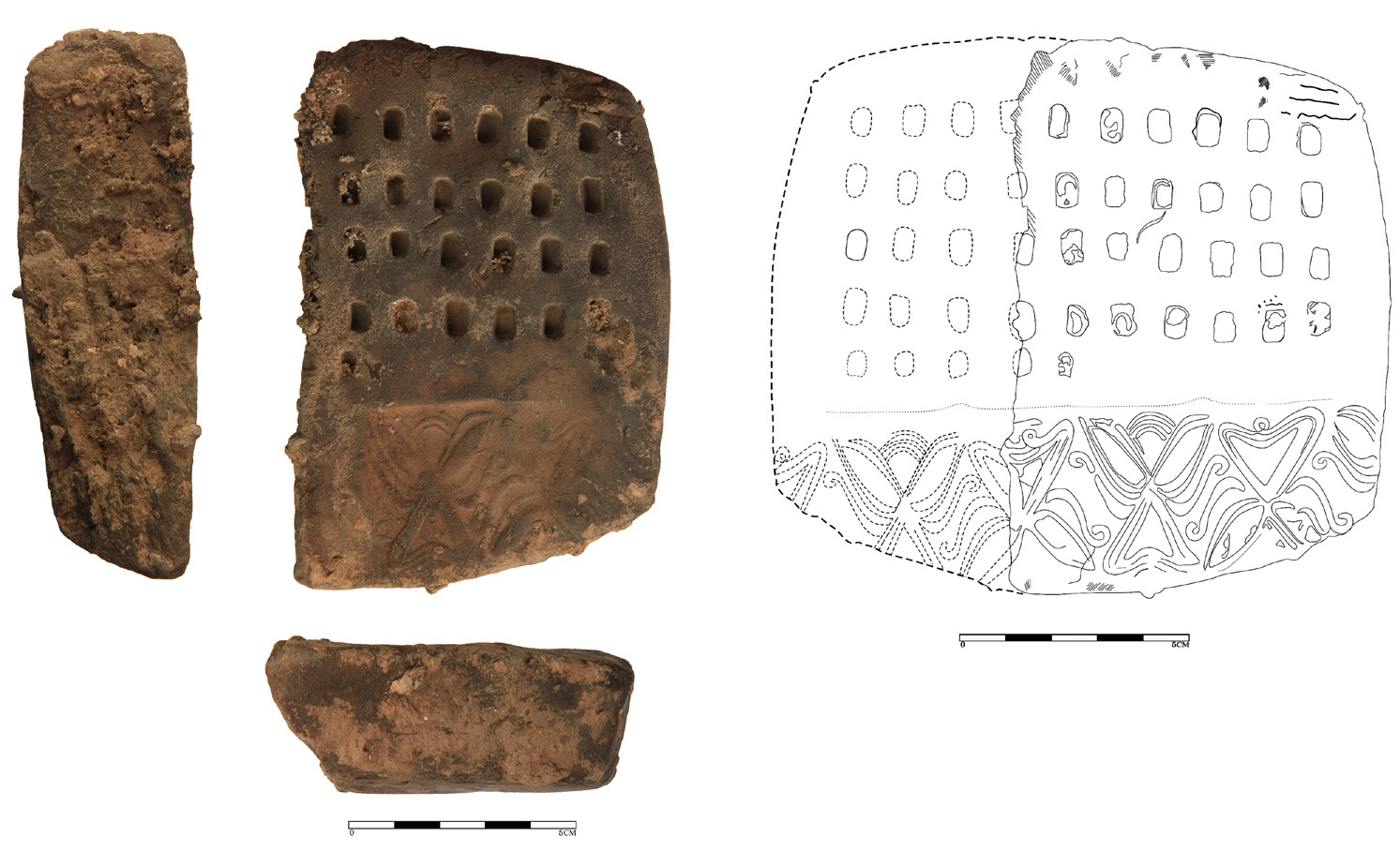
Proto-Elamische Tontafel von Shahr-e Sokhta
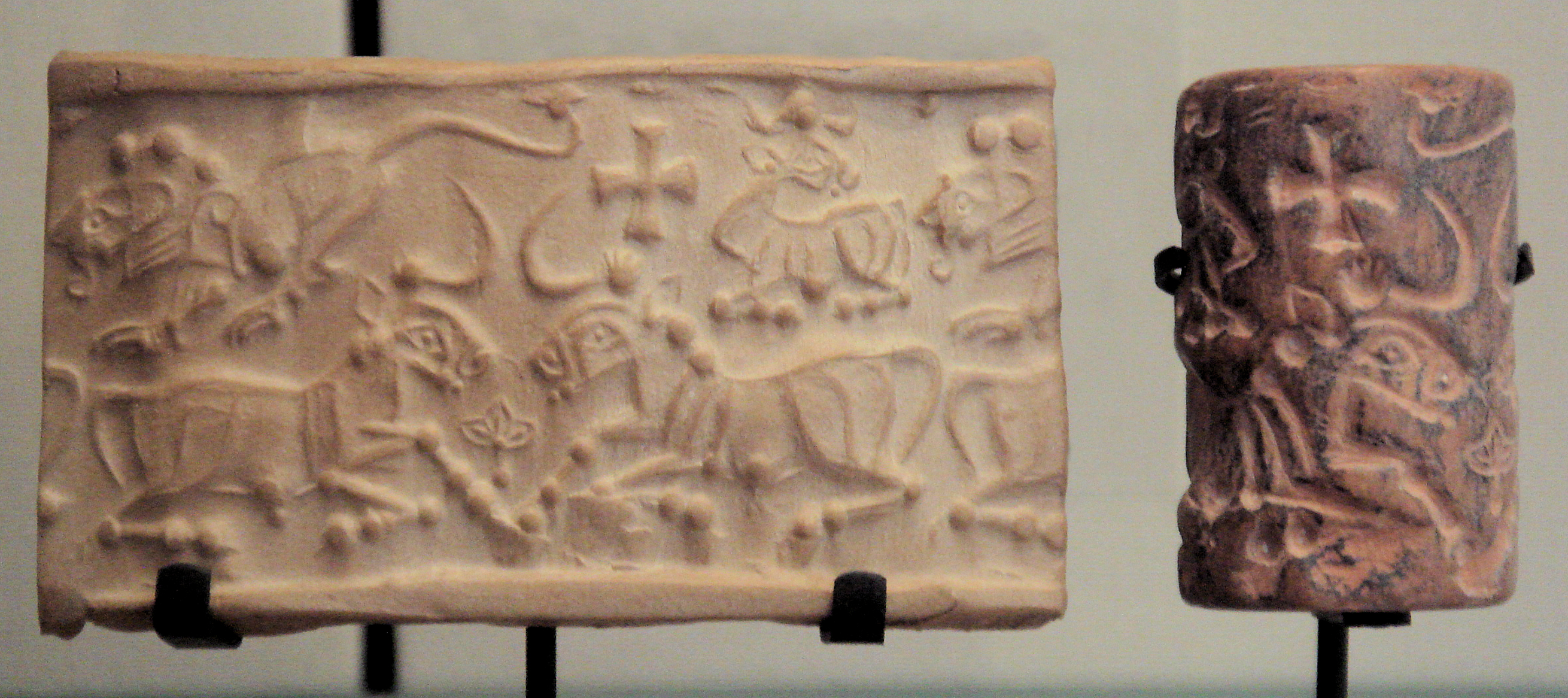
Rollsiegel aus Susa, Louvre Inventarnummer Sb 6661
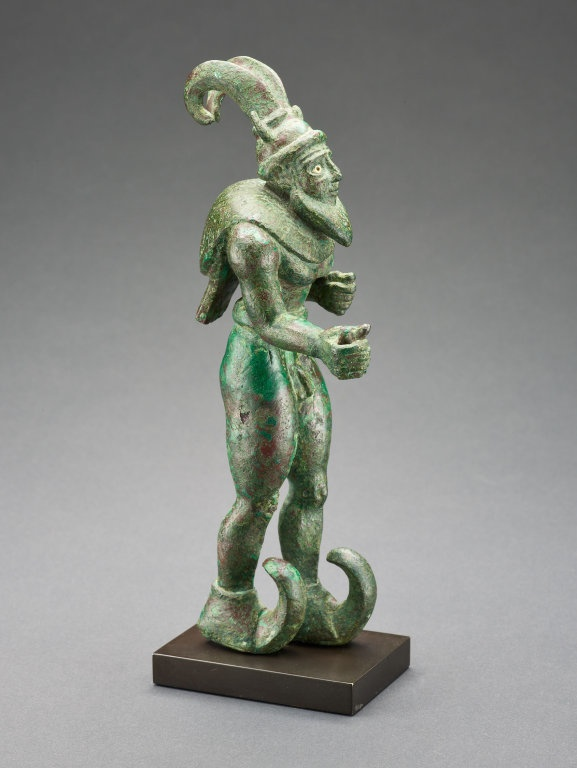
Schreitende Figur, Art Institute of Chicago
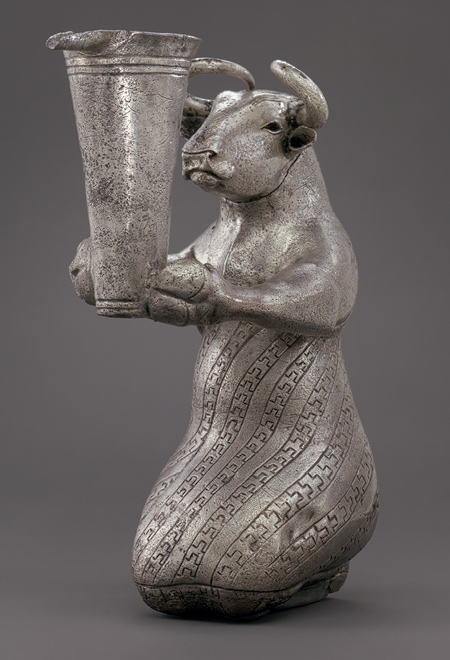
Kniender Stier mit Vase, Metropolitan Museum of Art

## Proto-elamische Schrift
Zusammen mit der proto-keilschriftlichen Schrift von Uruk gehört die proto-elamische Schrift zu den ältesten Schriften des Nahen Ostens. Sie ist auf das Ende des 4. Jahrtausend v. Chr. datiert und vom Iranischen Hochland überliefert. Die beiden ältesten Schriften des Nahen Ostens zeigen Parallelen in den Zahlensystemen und den numerischen Wertzeichen und Unterschiede bei den Zeichen. Aufgrund eines Unterbruchs in der schriftlichen Tradition um 2800 v. Chr. sind keine Nachfolger der proto-elamischen Schriften bekannt, die bei der Entzifferung geholfen hätten, im Gegensatz zur proto-keilschriftlichen Tradition. Deshalb ist die Schrift bis heute im Großen und Ganzen nicht entziffert und nur die gemeinsamen Elemente mit der proto-keilschriftlichen Schrift tragen zu einem Verständnis bei.
Proto-elamische Texte werden von rechts nach links gelesen. Sie beginnen auf der Vorderseite und enden auf der Rückseite. Die Vorderseite enthält normalerweise eine Serie von Einträgen und die Rückseite die Summe. Außer zwei Texten aus Susa sind es Zahlenlisten, vergleichbar den Texten aus der Uruk IV/späten Susa II Zeit. Es handelt sich um Aufzählungen und Erfassungen. Nur zwei Tontafeln behandeln metro-mathematische Themen, die wahrscheinlich zur Schulung benutzt wurden.
Obwohl die Schrift noch nicht entziffert ist und es auch keine Beweise für eine Verbindung zur altelamischen Schrift gibt, sind die proto-elamischen Texte als administrative Dokumente und Zahlensysteme identifiziert. Mindestens ein Zahlensystem wie zum Beispiel das Zahlensystem für die Erfassung des Getreidevolumens war bereits in den Schichten des späten Susa II aktiv. Die meisten der numerischen Zahlensysteme wurden als identische oder davon abgeleitete Systeme der proto-keilschriftlichen Systeme aus Uruk erkannt. Die Verwendung von Zahlensystemen, die bereits in den Schichten von Susa II vorkamen und im proto-elamischen Zeitraum überdauert haben, sind ein Beweis für eine soziale und kulturelle Kontinuität angesichts eines dramatischen Wandels in vielen anderen Bereichen des damaligen Lebens.
Einer der führenden Experten für die Entzifferung der proto-elamischen Schrift sagt:

„Proto-Elamite is unique among the earliest Near Eastern scripts in that it disappeared without leaving behind a successor script. This fact has influenced attempts at decipherment. Proto-Elamite therefore represents a unique case of early derived script invention, autonomous development, and sudden abandonment of writing, with great potential for the study of the mechanisms behind the invention, early use of, diffusion and, ultimately, death of writing systems.“

„Das Proto-Elamische ist unter den frühesten Schriften des Nahen Ostens insofern einzigartig, als es verschwand, ohne eine Nachfolgeschrift zu hinterlassen. Diese Tatsache hat die Versuche der Entzifferung beeinflusst. Das Proto-Elamische ist daher ein einzigartiges Beispiel für die hergeleitete Erfindung einer frühen Schrift, ihre autonome Entwicklung und ihr plötzliches Verschwinden. Sie bietet ein großes Potenzial für die Untersuchung von Mechanismen, die der Erfindung, dem frühen Gebrauch, der Verbreitung und schließlich dem Tod von Schriftsystemen zugrunde liegen.“

## Das Ende
Der Kollaps des proto-elamischen Systems in Susa wird zwischen 2900 und 2800 v. Chr. und derjenige in Tal-e Malyan und Tepe Yahya später, sicher vor 2700 v. Chr., datiert. In Susa kann der Zusammenbruch auf das Wiedererstarken der sumerischen Stadtstaaten zurückgeführt werden und war möglicherweise mit einer Invasion begleitet. Weitere Gründe für das Zusammenbrechen könnten innere Instabilitäten der proto-elamischen Gesellschaft gewesen sein.
Für die Beschleunigung des Verschwindens der proto-elamischen Schrift wird das Fehlen einer Schreibertradition in Susa, die keine Schreiberkultur hervorgebracht hatte, verantwortlich gemacht. In der Überlieferung fehlen ausführliche Lexikonlisten, die zum Beispiel in Uruk Bestandteil einer Schreibkultur waren, um Schüler zu unterrichten. Als das proto-elamische Schreibsystem zu kollabieren begann, waren wohl nur einige wenige Schreiber der Schrift mächtig und es gab keinen Apparat, der den Zerfall aufhalten oder die Schrift später wieder einführen konnte. Nach 2800 v. Chr. verschwand sie im Westen von Iran für beinahe 500 Jahre und tauchte erst in der Form der mesopotamischen Keilschrift wieder auf. Für die anderen iranischen Gebiete dauerte die schriftlose Zeit viel länger.
Neben der Schrift verschwanden auch die Leute. Zwischen 2900 und 2300 v. Chr. gibt es keine Hinweise für Siedlungen in Qazvin, Teheran, Kaschan und Ghom. Für die Ebenen von Susa und Rāmhormoz in Chuzestan ist ein erheblicher Rückgang der Bevölkerung nachgewiesen. Für die fruchtbarste Region von Fars, das Flussgebiet Kur, fehlen zwischen 2800 und 2400 v. Chr. jegliche Hinweise auf permanente Siedlungen. Dem Zagros-Gebirge entlang von Godin Tepe nach Fars und vom Gebirge zum Hamrin Tal im zentralöstlichen  Iraq zeigt sich das gleiche Bild. Die einschneidende Veränderung im Siedlungsbild des Iranischen Hochlands findet im frühen bis zur Mitte des 3. Jahrtausend v. Chr. statt und wird auf das Klima und ökologische Faktoren zurückgeführt, die zwischen 3200 und 2700 v. Chr. Kälte und Trockenheit herbeigeführt haben. Es ist möglich, dass es einen Übergang von sesshaften zu mobilen Gewohnheiten gegeben hat. Manche Gebiete in Iran waren durch kriegerische Konflikte zwischen Mesopotamien und Elam instabil geworden. Im Osten von Iran wurden proto-elamische Standorte wie Tepe Yahya plötzlich und vollständig verlassen. Sie wurden durch regionale Zentren wie Shahr-e Sokhta, Schahdad und Tepe Hissar ersetzt, die sich nach Zentralasien und Belutschistan ausrichteten.

## Forschungsgeschichte
Der Begriff Proto-Elamisch wurde 1905 von Jean-Vincent Scheil geprägt, als er bei Ausgrabungen 1898–1899 und 1901 Tontafeln mit fremden Schriftzeichen in Susa fand. Er glaubte, dass die Schrift in Verbindung mit der elamischen Schrift des späten 3. und frühen 2. Jahrtausend v. Chr. stand und Susa das Zentrum des alten Elams gewesen sei. Daraus entwickelte er die Idee einer sprachlichen, ethnischen und kulturellen Dualität zwischen Susa und Anschan.
Archäologische Funde in Tepe Sialk in den 30er Jahren des 20. Jahrhunderts n. Chr. führten zu wichtigen Beiträgen im Bereich des archäologischen Kontexts und der Chronologie von proto-elamischen Tontafeln. Neben einer beschrifteten Tontafel wurden Rollsiegel und Keramiken ähnlich denjenigen aus den Susa II Schichten gefunden, die starke Verbindungen zu Mesopotamien zeigen. In den nächsten Jahrzehnten wurde das proto-elamische Phänomen aus der Perspektive der Forschungen aus Mesopotamien betrachtet und in Verbindung mit archäologischen Ergebnissen aus Ur, Uruk, Kiš und Adab gebracht. Die Ergebnisse von Susa und anderen Funden wie Tepe Sialk wurden der Dschemdet-Nasr-Zeit zu- und untergeordnet.
Neue Ausgrabungen ab den 60er Jahren des 20. Jahrhunderts n. Chr. und stratigraphische Untersuchungen ermöglichten eine genauere Chronologie der Fundstellen in Susa. Man stellte fest, dass die Schichten von Susa II mit einer dünnen Ascheschicht und Ablagerungen von den nächsten Schichten von Susa III abgegrenzt waren. Die chronologische Lücke zwischen den Schichten ermöglichten die Abgrenzung zwischen den Funden, die eine Verbindung zu Mesopotamien zeigen, und der darauffolgenden eigenständigen proto-elamischen Entwicklung. Weitere Funde von Tontafeln, Rollsiegeln und Keramiken an verschiedenen Orten in Iran bestätigten die große geographische Ausdehnung der proto-elamischen Handelsbeziehungen und deren enormes Netz von Warenverkehr, das sich über das gesamte Iranische Hochland erstreckte.
Mit den Funden in Tal-e Malyan in den 70er Jahren des 20. Jahrhunderts n. Chr. bestätigte sich die Eigenständigkeit einer eigenen materiellen Kultur, die bereits in den Susa I Schichten begonnen hatte, von der Hegemonie vom späten Uruk in den Susa II Schichten unterbrochen wurde und sich in den Susa III Schichten zum voll entwickelten proto-elamischen Zeitraum präsentierte, der über mehrere Generationen nachgewiesen werden konnte.
Es existiert kein einheitlicher Begriff für das archäologische Gesamtbild. Während man ursprünglich unter Proto-Elamisch nur die Schrift verstand, umfasste es später den archäologischen Zeitraum, in dem die proto-elamische Schrift und die lineare elamische Strichschrift benutzt wurde. Man sprach von proto-elamischer Kultur, die die proto-elamische Schrift als auch eine materielle Kultur hervorbrachte, und bestimmte sie als Vorgängerin der elamischen Kultur. Andere Wissenschaftler betitelten sie als die iranische Variante der Dschemdet-Nasr-Zeit von Mesopotamien. Neuerdings wird der Begriff Proto-Elamischer Horizont (Proto-Elamite horizon) verwendet, um den vielen Unsicherheiten, die noch bestehen, gerecht zu werden. Darunter wird „ein ausgeprägtes archäologisches Merkmal, das regionale Sequenzen überschneidet und miteinander verknüpft“ verstanden.

## Rezeption
Die gemeinsamen Attribute des proto-elamischen Zeitraums zeigen ein hohes Maß eines sozialen Zusammenhalts über große Distanzen, der durch politische und administrative Strukturen vermittelt wird. Sie können als „Interessengemeinschaften“ bezeichnet werden, die eine Schrift und Siegel benutzt haben und vielleicht durch die saisonale Bewegung von großen Dorfgemeinschaften mit deren Tieren unterstützt wurden. Die Basis der Gemeinschaften könnten Stammeszugehörigkeiten gewesen sein, die die ortsgebundenen und mobilen Komponenten integriert und zu einer politischen Einheit geformt haben. Es ist bis heute unklar, ob der proto-elamische Zeitraum als Ausdruck von politischen autonomen Wirkungsbereichen regionaler Mächte eingestuft werden soll oder ob eine übergeordnete politische Elite aktiv war, die von einem Zentrum aus das proto-elamische Einzugsgebiet kontrolliert hat.
Der proto-elamische Zeitraum wird auch als „Nachfolge Staat“ bezeichnet, der die Kontrolle über ein Netzwerk von politischen und wirtschaftlichen Aktivitäten erlangt hatte, die bereits im späten 4. Jahrtausend v. Chr. bestanden hatten. Die Kommunikationswege und strategischen Orte zur Kontrolle dieser Wege waren bereits vorhanden wie auch die administrative Kontrolle über die landwirtschaftlichen Produkte, deren Lagerung und Verteilung.